# Soccer Girl - Un sogno in gioco
Soccer Girl - Un sogno in gioco (Her Best Move) è un film del 2007, diretto da Norm Hunter ed interpretato da Leah Pipes.

## Trama
Sara Davis (Pipes), liceale quindicenne con la passione del calcio, ha la possibilità di entrare nella nazionale femminile statunitense. La sua vita è divisa tra scuola, allenamenti, amori e l'aiuto dei familiari; nonostante tutto Sara, allenata dal padre Gil (Scott Patterson), accantona i vecchi interessi nel ballo e nella fotografia per diventare una calciatrice professionista. Incoraggiata dall'amica Tutti (Lalaine) allaccia anche una storia con il fotografo della scuola, Josh (Drew Tyler Bell).